# Глукоза (певачица)
Наталија Иљинична Ионова (рус. Наталья Ильинична Ионова; 7. јун 1986, Самара) познатија као Глукоза (рус. Глюкоза, стилизовано као Глюк’oZa), руска је певачица.

## Биографија

### Детињство и младост
Јулија се родила 7. јуна 1986. у Самари, Русија. Оба родитеља су јој компјутерски програмери, а старија сестра, куварица. У детињству се бавила балетом и играла је шах. Такође се мало бавила и глумом, појавивши се у неколико епизода Иралаша (рус. Ералаш). Њени идоли су Мадона и Моби.

### Музичка каријера
Јулију је 2002. открио продуцент Максим Фадејев. Заједно су снимили њен деби албум Глюк'oZa Nostra и објавили први сингл Ненавижу (Мрзим). Стекла је популарност након што је издала и свој други сингл Невеста (Невеста). И наредни синглови нижу успехе на топ-листама; Малыш (Бејби), Ой-ой (Ох-ох), Снег идёт (Снег долази) и Карина (Карина). Осваја награде MTV-EMA за Најбољи руски наступ и Muz-TV за Пробој године.
Глукоза је одржала преко 500 концерата током 3 године широм Далеког истока, Сибира, Русије, Белорусије, Украјине, Казахстана и шире. Број проданих карата износио је преко 1,5 милиона.
Постала је заштитно лице Avon Color Trend-а, а красила је насловнице и неких часописа као што су Elle Girl, Hello Magazine, Seventeen Magazine, и Shape Magazine.
Јуна 2005, издаје свој други албум Москва (Москва), који је, захваљујући хитовима који су се у њему појавили, продат у милион копија. Њен највећи хит Свадьба (Свадба) написао је продуцент Максим Фадејев.
Њена песма Швейные се нашла у познатој Рокстаровој игрици Grand Theft Auto IV.
Јулија тренутно живи у Москви са својом породицом.

## Приватни живот
17. јуна 2006, Наталија се удала за бизнисмена Александра Чистјакова (рођ. 25. јануара 1973), сувласника нафтне компаније Ruspetro. У Шпанији су, 8. маја 2007, добили ћерку Лидију, а четири године касније, 8. септембра 2011, девојчицу Веру.

## Дискографија

### Албуми

#### Студијски албуми
- Глюк'oZa Nostra (2003)
- Москва (2005)
- Транс-ФОРМА (2011)

#### Компилације
- Глюк’oZa (2007)
- Лучшие Песни (2008)

### Синглови
- Ненавижу (2002)
- Невеста (2003)
- Малыш (2003)
- Карина (2004)
- Жениха хотела (2004)
- Ой-ой (2004)
- Снег идёт (2004)
- Швайне / Sсhweine (2005)
- Юра (2005)
- Москва (2005)
- Свадьба (2006)
- Сашок (2006)
- Бабочки (2008)
- Танцуй, Россия!!! (2008)
- Дочка (2008)
- Деньги (2009)
- Вот такая любовь (2010)
- Как в детстве (2010)
- Взмах / High Sign (2011)
- Хочу мужчину (2011)
- Следы слёз (2011)
- Мой порок (2012)
- Ко$ка (2012)
- Возьми меня за руку (2013)
- Бабочки (2013)
- Хочешь сделать мне больно? (2013)
- Зачем (2014)
- Пой мне, ветер (2015)
- Согрей (2015)
- Я буду тайною (2016)